# Paul von Lilienfeld-Toal
Paul Frommhold Ingantius von Lilienfeld-Toal ros. Паул Фромгольд фон Лилиенфельд-Толь (ur. 29 stycznia 1829 w Białymstoku, zm. 11 stycznia 1903 w Petersburgu) – socjolog i działacz państwowy Imperium Rosyjskiego, gubernator kurlandzki w latach 1868–1885, senator w Senacie Rządzącym.

## Życiorys
Paul Frommhold Ingantius von Lilienfeld-Toal urodził się 29 stycznia 1829 roku w Białymstoku, w rodzinie inflanckiego rycerstwa o szwedzkich korzeniach. Uczył się w wyznaniowej szkole kościoła reformowanego w Petersburgu, w I Gimnazjum Petersburskim i w Liceum Aleksandrowskim. Jako 20-latek rozpoczął karierę urzędniczą w ekonomicznym departamencie Ministerstwa Spraw Wewnętrznych. Od 1853 roku pracował w guberni estońskiej jako starszy pomocnik dyrektora kancelarii. W 1855 roku został przeniesiony do Wielkiego Księstwa Finlandii na stanowisko urzędnika do poruczeń specjalnych przy tamtejszym generale-gubernatorze hrabim Fiodorze Bergu. W 1861 roku rozpoczął działalność w ujeździe peterhofskim jako pośrednik mirowy. Został też deputowanym do peterhofskiego ziemiaństwa, a w 1864 roku również jego przewodniczącym. Od 1866 roku był prezesem Zjazdu Sędziów Mirowych i honorowym sędzią mirowym. Między 5 maja 1867 roku a sierpniem 1868 roku sprawował urząd wicegubernatora guberni sankt-petersburskiej.
21 sierpnia?/2 września 1868 roku objął stanowisko gubernatora kurlandzkiego po nominowanym na senatora Johannie von Brevernie. W tym samym roku zdążył już zostać honorowym członkiem Kurlandzkiego Towarzystwa dla Badania Literatury i Sztuki. Od 1878 roku w randze tajnego radcy (III cywilna w tabeli rang). W czasie jego urzędowania miała miejsce rewizja senatora Manaseina, która przygotowywała grunt pod rusyfikację guberni kurlandzkiej i inflanckiej. Sam Nikołaj Manasein wyrobił sobie bardzo dobre zdanie o kompetencjach Paula von Lilienfelda-Toala, ten jednak aktywnie wspierał Niemców bałtyckich, utrudniał zaś rozwój kultury łotewskiej. Przyczynił się do rozbudowy sieci komunikacyjnej i rozwoju gubernialnego szkolnictwa. Stanowisko opuścił 11 grudnia?/23 grudnia 1885 roku w związku z nominacją na senatora w Senacie Rządzącym, wakat zajął Konstantin Paszczenko. Od 16 grudnia 1883 roku mógł się oficjalnie posługiwać nazwiskiem Lilienfeld-Tual, a 19 grudnia 1890 roku został pod nim wpisany do matrykuły szlachty kurlandzkiej.
Poza wykonywaniem obowiązków urzędniczych Paul von Lilienfeld-Toal zajmował się socjologią. Był wrogiem pozytywizmu i zwolennikiem organicyzmu.
W 1896 roku został wiceprezesem, a rok później prezesem, Międzynarodowego Instytutu Socjologii. Zmarł 11 stycznia 1903 roku w Sankt Petersburgu.
Za wypełnienie powierzonych mu zadań podczas bombardowania Sveaborga (epizod wojny krymskiej) został odznaczony Orderem Świętego Stanisława III klasy z mieczami. Otrzymał również Order Świętego Aleksandra Newskiego.